# Cahoot
Cahoot est la division Internet de Santander UK, la filiale britannique du Groupe Santander. 
Cahoot a été lancé en juin 2000, en tant que marque bancaire sur internet d'Abbey National, et en décembre 2008, elle avait 750 000 clients. Cahoot est basé à Coventry, en Angleterre. 

## Histoire
Lors du lancement en 2000, Cahoot a proposé des cartes de crédit sans intérêt à ses 25 000e premiers clients, mais des problèmes techniques ont affecté le site Web. En effet, il y a eu plusieurs cas de sécurité ou d'échec opérationnel avec le site. La panne a été causée par l'engouement des nouveaux fidèles sur la plateforme. En novembre 2004, à la suite d'une mise à jour du système bancaire, un trouble au niveau de la sécurité des comptes de leurs clients s'est produit. Il était alors possible d'accéder aux comptes des clients sans passer par des procédures de sécurité ,.
Du 15 au 16 octobre 2008, la section sécurisée du site Cahoot est devenue indisponible en raison d'une panne de courant en Espagne. Même si la page principale du site web fonctionnait normalement, il était impossible pour les clients de se connecter à leurs comptes pour accéder à leurs économies. Le personnel du centre d'appel n'a pas pu effectuer d'opérations pour venir en aide aux clients. Les consommateurs du site ont pu ravoir accès à leurs comptes à partir du 17 octobre 2008.
Initialement dirigé par Tim Murley, la banque a été reprise par Tim Sawyer en novembre 2002, qui a été remplacé par John Goddard en septembre 2005. 
Abbey a été renommé sous sa marque Santander en janvier 2010 alors que Cahoot et d'autres marques spécialisées de la banque ont été gardées par Santander.  

## Services
Cahoot opère comme division de Santander au Royaume-Uni et partage aussi la licence bancaire et le siège social de cette entreprise. Son modèle commercial implique un très petit personnel opérationnel, les services informatiques sont initialement externalisés en 2003 à IBM en utilisant leur modèle « Logiciel à la demande ». 